# 와일드카드 마스크
와일드카드 마스크는 서브넷 마스크의 반대의 개념이다.

## 설명
서브넷 마스크 255.0.0.0 (A Class) 일경우 와일드 카드 마스크의 값은 0.255.255.255 (A Class)가 된다.
서브넷 마스크 255.255.0.0 (B Class) 일경우 와일드 카드 마스크의 값은 0.0.255.255 (B Class)가 된다.
서브넷 마스크 255.255.255.0 (C Class) 일경우 와일드 카드 마스크의 값은 0.0.0.255 (C Class)가 된다.
그럼 예를 들어 서브넷마스크의 값이 (C Class) 255.255.255.224 이면 와일드 카드 마스크의 값은 0.0.0.31이 된다.
서브넷과 와일드의 개념은 반대이기 때문에 default 값 255에서 224을 빼주면 31이라는 값이 나온다.